# Syndrome d'Ogilvie
Ogilvie 
Ogilvy 
 Mise en garde médicale
Le syndrome d'Ogilvie, appelé aussi ou colectasie aiguë idiopathique, ou pseudo obstruction colique aiguë idiopathique, peut réaliser une occlusion intestinale sans obstacle mécanique.

## Personnes à risques
Il apparaît chez des patients recevant des traitements lourds (médicaux ou chirurgicaux), chez les patients sous ventilation assistée. 
Le syndrome d’Ogilvie survient chez les patients extrêmement fragilisés,, généralement souffrant d’un stress chirurgical ou médical : brûlure étendue, accidents vasculaires cérébraux, infection grave, déshydratation, dérèglement métabolique lié à un déséquilibre électolytique (hypokaliémie : diminution du taux de potassium dans le sang), infarctus du myocarde, insuffisance respiratoire, etc.

## Description
Le syndrome d’Ogilvie est une dilatation aigüe du côlon sans cause organique ni obstacle, ni tumeur, ni lésion inflammatoire, ulcéreuse ou ischémique. Il s’agit d’un syndrome qui doit être reconnu et traité précocement en raison du risque évolutif de perforation de cæcum (mortalité 40 %).
Pour mieux comprendre le mécanisme de survenue de cette affection il est nécessaire de savoir que le côlon et l’ensemble des viscères de l’organisme sont soumis à une régulation nerveuse automatique par le biais du système nerveux végétatif. Si pour une raison ou pour une autre (le plus souvent un affaiblissement important de l’organisme) le fonctionnement des viscères ne se fait plus convenablement, ce système de régulation et de surveillance est perturbé. 
Au cours du syndrome d’Ogilvie, ce sont les intestins et plus précisément le côlon qui est perturbé. Le système nerveux ne joue plus son rôle de régulateur c’est-à-dire d’ouverture et de fermeture.
Selon le degré de dysfonctionnement, le côlon risque de bloquer le transit à un moment donné.

## Symptômes cliniques
Les patients souffrent des différents symptômes suivants :
- d’un météorisme abdominal : présence de gaz en quantité importante,
- de douleurs,
- de nausées,
- de vomissements,
- d'arrêt des matières et des gaz,
- de répercussions éventuelles sur l’appareil respiratoire.

## Diagnostic positif et étiologique
Le scanner abdomino-pelvien avec injection de produit de contraste iodé est l'examen de référence : il montrera des signes pathognomoniques d'occlusion intestinale (niveaux hydro-aériques, dilatation des anses intestinales) sans zone de transition et en l'absence d'obstacle obstruant la lumière intestinale.
Si une radiographie abdominale sans préparation de face est réalisée, elle montre des anses grêles dilatées ainsi que la présence de niveaux hydro-aériques.

## Traitements du syndrome
Du point de vue thérapeutique, le but du traitement est de diminuer la distension colique afin de favoriser la reprise du transit et d’éviter l’ischémie et la perforation du cæcum.
Les moyens thérapeutiques sont médicaux et chirurgicaux.
Le traitement médical initial comprend l’aspiration gastro-duodénale (sonde naso-gastrique), des anticholinestérasiques (Prostigmine), la correction d’éventuels troubles hydro-électrolytiques, une antibiothérapie adaptée s’il existe un état septique.
La coloscopie décompressive représente le traitement de choix en l’absence de suspicion de perforation. Elle permet aussi d'exclure une néoplasie obstructive qui fait partie du diagnostic différentiel.
En cas d'échec du traitement médicamenteux ou de signe de gravité, la chirurgie a pour but la recherche et le traitement d’une perforation ou une ischémie. On peut avoir recours à une cæcostomie, une colectomie ou une hémicolectomie droite avec ou sans rétablissement de la continuité selon l’état du côlon.

## Mortalité
La mortalité reste élevée dans le syndrome d’Ogilvie, liée à 4 facteurs principaux :
- l’âge,
- le diamètre cæcal,
- le délai thérapeutique,
- les modalités de traitement.